# موزه هنرهای معاصر نیتروی

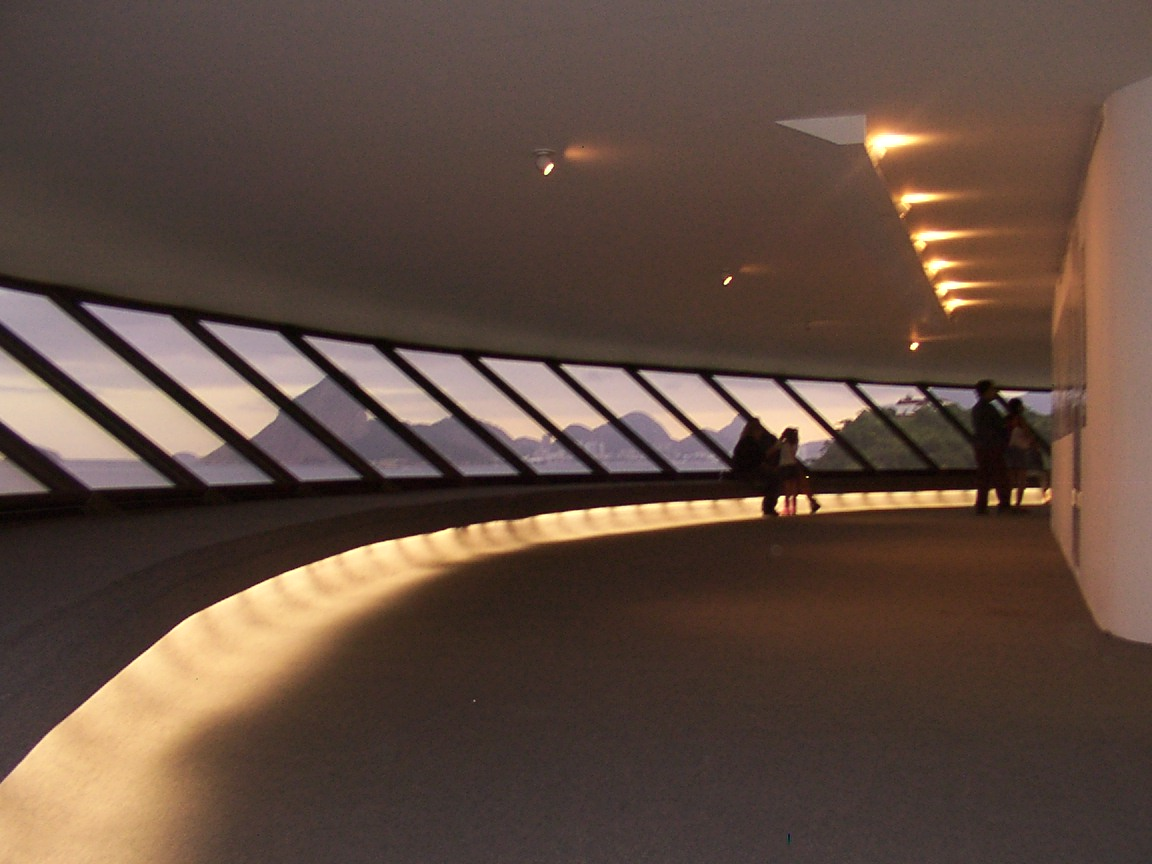
درون موزه

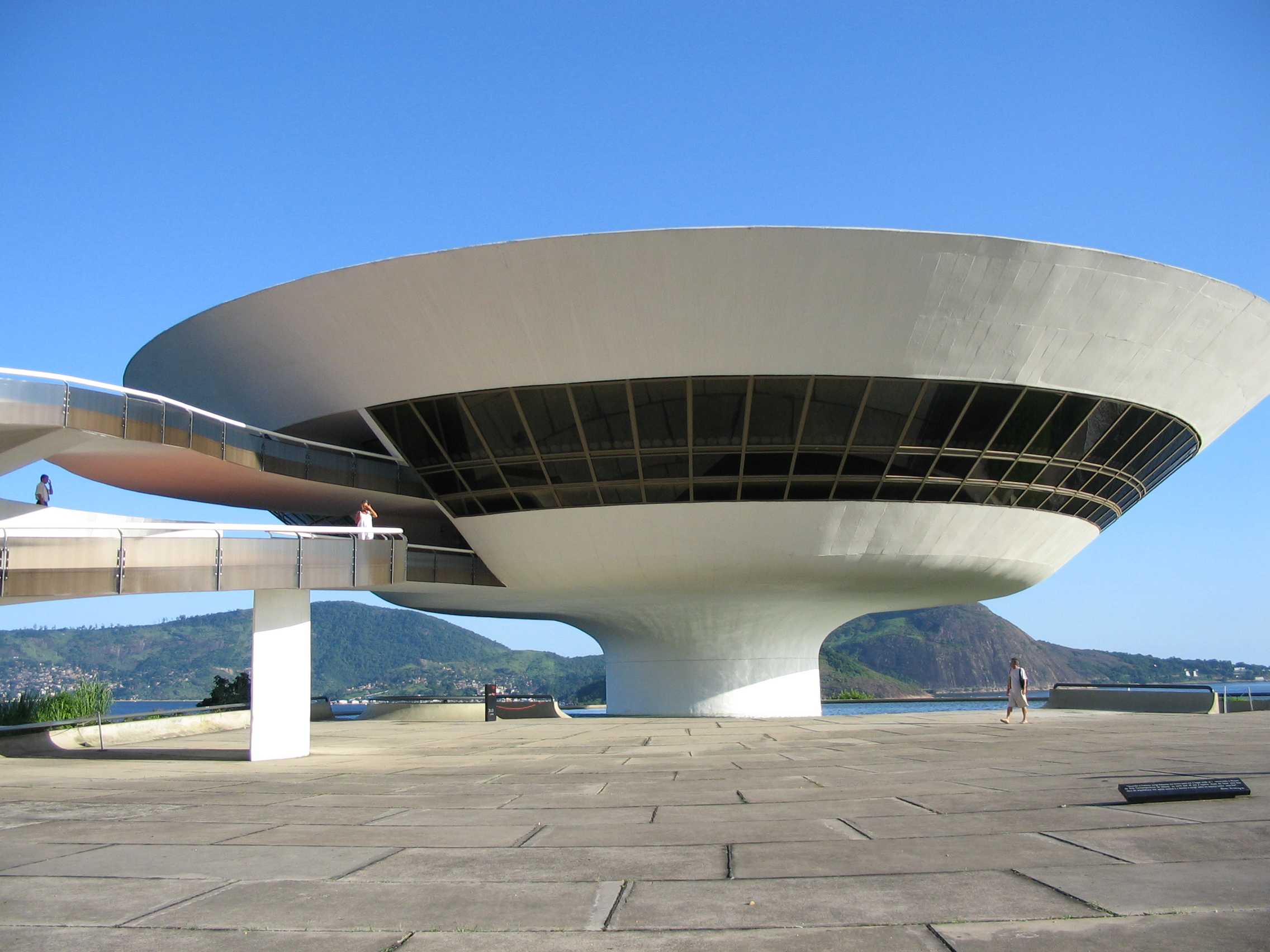
بیرون موزه

موزه هنرهای معاصر نیتروی (به پرتغالی: Museu de Arte Contemporânea de Niterói) که به صورت کوتاه شده به آن MAC می‌گویند موزه ای است که در شهر نیتروی در ریو دو ژانیرو، برزیل قرار دارد و یکی از ساختمان‌های نماد این شهر است که در سال ۱۹۹۶ کامل شد.
این ساختمان را اسکار نیمایر با کمک مهندس سازه، برونو کُنتارینی طراحی کرد. این موزه سه طبقه و ۱۶ متر ارتفاع دارد و قطر حفرهٔ گنبدی سقف آن ۵۰ متر است. دومین مجموعهٔ بزرگ هنر معاصر برزیل در این موزه قرار دارد.
ظاهر این موزه یادآور یک بشقاب پرنده است. یک روی این ساختمان به سوی خلیج گوانابارا و روی دیگرش به سوی کوه‌های شوگر لوف است.